# A Londonderry Air

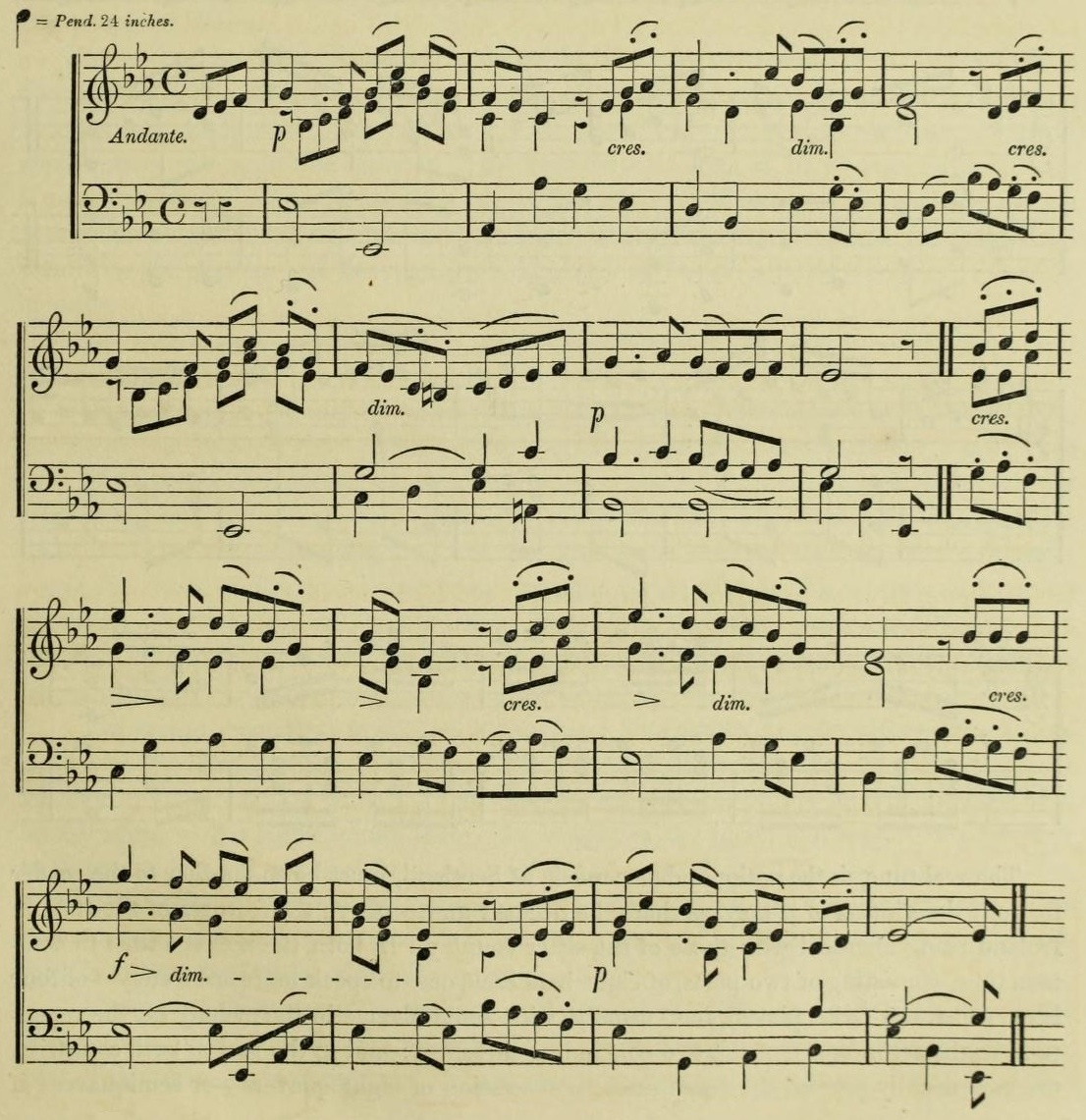
Londonderry Air, Erstdruck in George Petries Sammlung (1855)

A Londonderry Air ist eine volkstümliche irische Melodie, die in Nordirland bei einigen Veranstaltungen als inoffizielle Nationalhymne verwendet wird. Vielfach vertextet, gelangte sie zu größter Bekanntheit mit dem Text von Frederic Weatherly als „Danny Boy“ (1910).
Herkunft und Alter der Melodie sind ungeklärt. Der Erstdruck erschien in einer Sammlung irischer Melodien, die George Petrie 1855 in Dublin herausgab. Als Quelle nennt er „Miss J. Ross, of N.-T.-Limavady, in the county of Londonderry“. Hiervon leitet sich der heutige Name der Melodie ab.